# Punkrocker
"Punkrocker" är en låt skriven av Klas Åhlund, Joakim Åhlund och Patrik Arve som har framförts av
- Caesar's Palace på albumet Cherry Kicks (2000)
- Teddybears STHLM på albumet Rock’n’Roll Highschool (2000)[2]
- Thomas Rusiak featuring Teddybears STHLM som "Hiphopper" på albumet Magic Villa (2000)
- Slagsmålsklubben som "Synthpopper" på albumet Fest i valen - Edition (2001)
- Torgny Melins som "Dansbander" på albumet Dansbander (2006)[3]
- Teddybears featuring Iggy Pop på albumet Soft Machine (2006). Iggy Pop är även medförfattare till texten för denna version.[4]
- Träd, Gräs och Stenar live från 2002 och på albumet Homeless Cats (2009).
- Radioprogrammet Rally som "Jag är Hiphop-Yngve, jojomen" (2000).
- Snutjävel som "Punksvin CD-singel 2010
- Patrik Arves Swedish Tiger Sound och Von Arve som "Discgolfer - Remix" (2021)
- Dom Viktiga Skorna som "Slamgubbe" på albumet Är det så fel (2021)[5]

År 2000 vann låten Rockbjörnen i kategorin "Årets svenska låt".

## Hiphopper
Thomas Rusiaks version "Hiphopper" är en cover på "Punkrocker". Den släpptes 2000 som singel från albumet Magic Villa och blev en sommarhit det året. Rusiak står med som upphovsman för denna version.
Låten handlar om hiphopare och är en parodi på hiphopkulturen. Låten är ingen hiphoplåt i egentlig mening. Den innehåller flera svordomar som censurerades när musikvideon spelades i TV.

### Fotnoter
1. ↑  Cherry Kicks / Caesars Palace, Svensk mediadatabas. Läst den 1 januari 2011
2. ↑  ”Svensk mediedatabas”. http://smdb.kb.se/catalog/id/001543726. Läst 11 maj 2011.
3. ↑  ”Svensk mediedatabas”. http://smdb.kb.se/catalog/id/002019013. Läst 11 maj 2011.
4. ↑  Soft machine / Teddybears, Svensk mediadatabas. Läst den 1 januari 2011
5. ↑  ”Slamgubbe”. 4 oktober 2021. https://open.spotify.com/track/6toPdssZvuAGbzb6vIIcZh. Läst 19 oktober 2021.
6. ↑  ”Aftonbladet”. 27 mars 2006. http://www.aftonbladet.se/nojesbladet/musik/rockbjornen/article12332776.ab. Läst 2 maj 2011.
7. ↑  Hiphopper / Thomas Rusiak feat. Teddybears Sthlm, Svensk mediadatabas. Läst den 1 januari 2011